# Filipa Azevedo

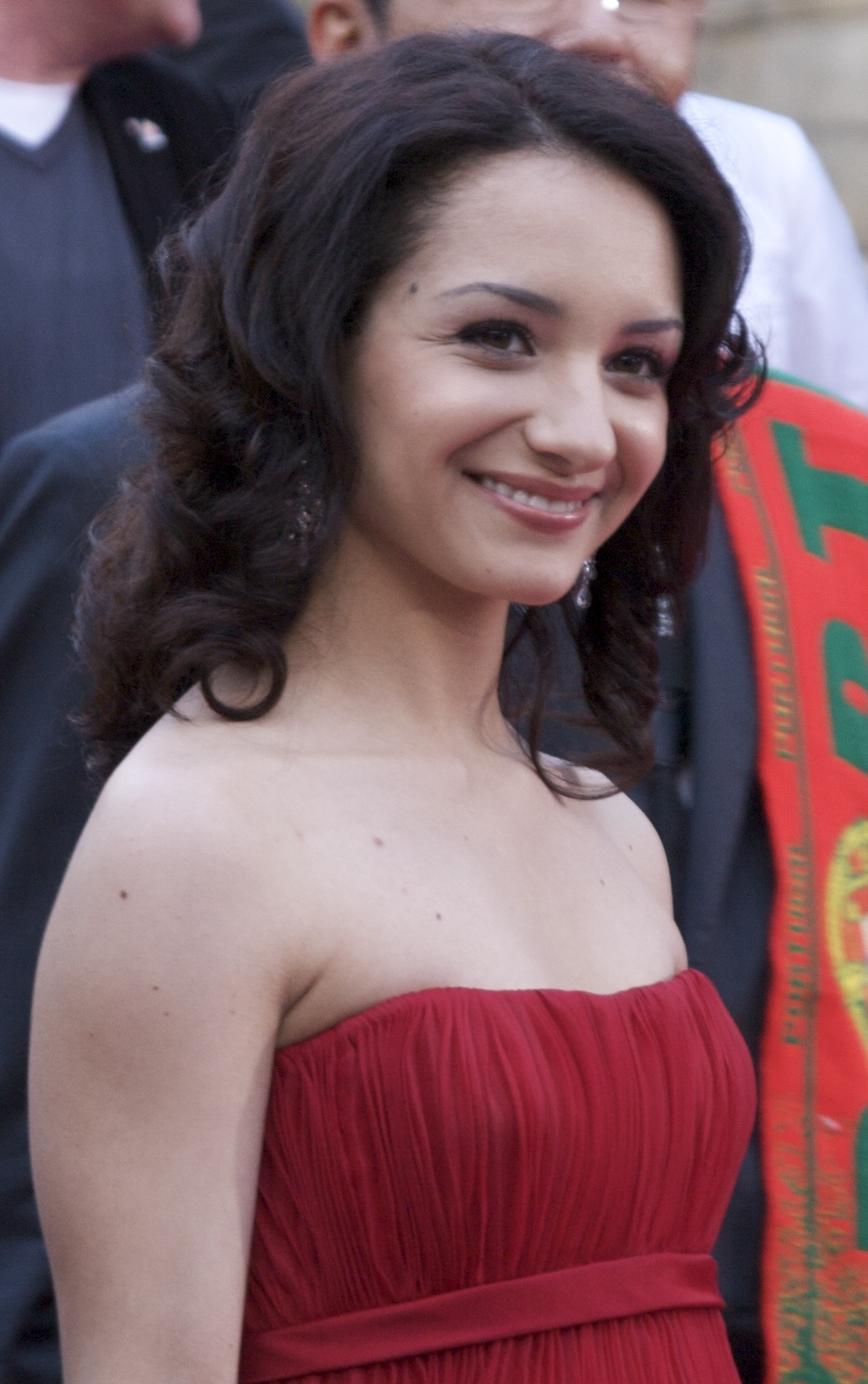
Filipa Azevedo beim ESC 2010

Filipa Daniela Azevedo de Magalhães (* 31. Juli 1991 in Gondomar bei Porto) ist eine portugiesische Sängerin.

## Karriere

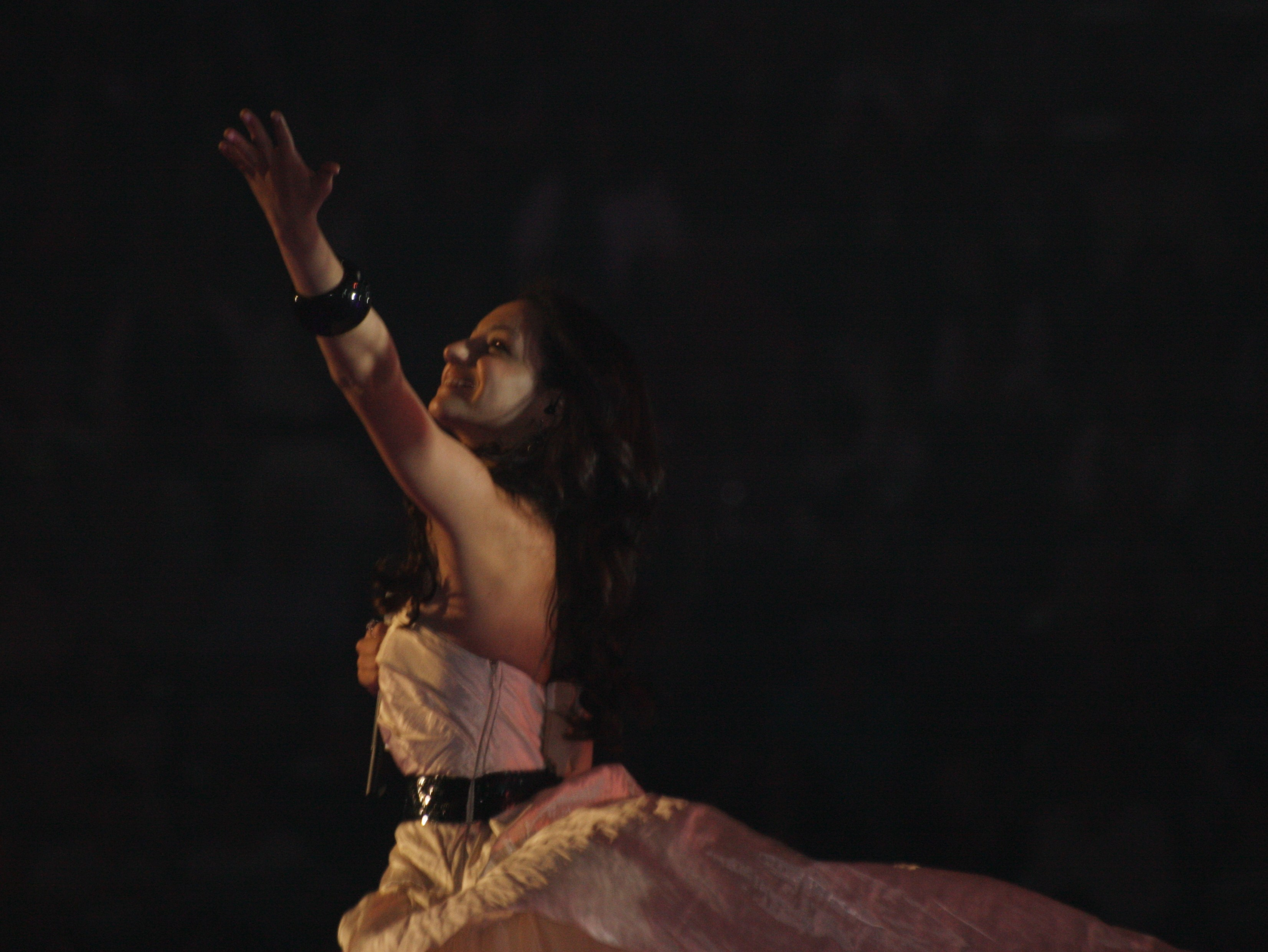
Azevedo bei der Generalprobe zum Eurovision Song Contest

Bekannt wurde sie durch die Teilnahme an der TV-Show Familia Superstar. Schon beim Casting fiel sie sehr positiv auf, einer der Juroren sagte, dass es „ein Verbrechen“ wäre, wenn sie nicht die Qualifikation für die Show bekommen hätte. Dort sang sie unter anderem Lieder von Leona Lewis. Im Finale, das in der Nacht vom 31. Dezember 2007 auf den 1. Januar 2008 stattfand, gewann Azevedo.
2010 trat die Sängerin beim Festival da Canção an, der vom RTP veranstaltet wurde. In der Vorrunde belegte ihr Lied Há dias assim (dt.: Tage wie dieser) den ersten Platz, im Halbfinale belegte sie diesen zwar nicht mehr, schaffte aber die Qualifikation für das Finale. Dort bekam sie zwar die Höchstwertung der Jury, lag aber beim Zuschauervoting nur auf Platz vier. Der Favorit der Zuschauer, Canta Por Mim von Catarina Pereira landete in der Jurywertung nur auf dem fünften Platz, zusammengerechnet gewann aber Filipa Azevedo mit nur einem Punkt Vorsprung. Ihr Sieg bedeutete zugleich die Teilnahme für Portugal am Eurovision Song Contest 2010. Ihren ersten Auftritt in Bærum bei Oslo absolvierte sie am 25. Mai im ersten Halbfinale, wo sie sich für das vier Tage später stattfindende Finale qualifizieren konnte. Dort belegte sie den 18. Platz.